# ニーダム (小惑星)
ニーダム (2790 Needham) は、小惑星帯の小惑星。1966年に中国の紫金山天文台で発見された。
イギリスの生化学者であり、中国科学史の権威のジョゼフ・ニーダム（中国名：李约瑟, Li Yüeh-Sê）から名付けられた。